# خانه رؤیایی
خانهٔ رؤیایی (به انگلیسی: Dream House) فیلمی در ژانر تریلر روانشناسانه به کارگردانی جیم شریدان است که در سال ۲۰۱۱ منتشر شد. بازیگران اصلی فیلم دنیل کریگ، ریچل وایس، نائومی واتس و مارتون سوکاس هستند.

## داستان فیلم
ویل آتنتون (دنیل کریگ)، یک ناشر موفق در یکی از انتشارات شهر نیویورک است که شغل خود را رها می کند تا روی نوشتن کتابش تمرکز کند و در عین حال زمان بیشتری را با همسرش لیبی (ریچل وایس) و دختران خردسالش ، تریش و دی دی بگذراند. خانواده او در ابتدا خوشحال هستند که در "خانه رویایی" خود واقع در شهرستان فیرفیلد در نزدیکی جنگل زندگی می کنند. کم کم اتفاقات ناراحت کننده و عجیبی برای خانواده او رخ می دهد ، از جمله آنکه روزی دختران ، مرد عجیبی را می بینند که در کمین بیرون از خانه نشسته است و به آنها نگاه می کند. به نظر می رسد این مرد کمین کرده و دیگر اتفاقات به جنایتی مربوط می شود که پنج سال قبل در این خانه انجام شده است ، زمانی که مردی به نام پیتر  در این خانه ، ظاهراً همسر و دو فرزند دخترش  را به قتل رسانیده است و سپس در بیمارستان روانی بستری شده ، بیمارستانی که اخیراً او(پیتر) را به دلیل کمبود شواهد مرخص کرده است.
ویل سعی می کند برای حل این مشکلات از پلیس محلی کمک بگیرد، اما به نظر می رسد که آنها تمایلی به کمک کردن ندارند و چیزی را ظاهراً از او پنهان می کنند. ویل همچنین به همسایه‌اش،آن(نائومی واتس) نزدیک می‌شود ، همسایه ای که به نظر ترسیده است، در حالی که شوهرش(شوهر آن) ، جک (مارتون چوکاش) خصومت آشکاری نسبت به ویل نشان می‌دهد.  ویل تصمیم می گیرد تحقیقات خود را انجام دهد و از تاسیساتی که پیتر در آن قرار داشته بازدید می کند ، ویل با مشاهده ی رییس پلیس و فیلم ظبط شده ای ، متوجه می شود که خود او در واقع پیتر است و شخصیت به نام ویل برگرفته از خیالات اوست ، در جریان حمله ای که جان همسر و دخترانش را گرفت، پیتر از ناحیه سر مورد اصابت گلوله قرار گرفت، بنابراین او هیچ خاطره ای از قتل ها نداشته است .  او برای کنار آمدن با این غم ، توهمی را ساخت که در آن خانواده‌اش هنوز زنده هستند و هویت جدیدی برای خود بر اساس نوار شناسایی بستری خود "W1-1L 8-10-10"
(wiil eight tenten)ایجاد کرد. ، اما در ذهن پیتر، این خانه هنوز دست نخورده است و لیبی و دختران در آن زندگی می‌کنند .پیتر به زور از خانه ویران شده توسط مقامات بیرون آورده می شود.
آن(نائومی واتس)، که به بی گناهی او اعتقاد دارد و به ملاقات او در بیمارستان می رفت ، پیتر را تشویق می کند که به زندگی ادامه دهد، اما پیتر در نهایت به خانه برمی گردد تا با خاطراتش روبرو شود و در نهایت متوجه می شود که او همسر و فرزندانش را نکشته است. بلکه یک مرد محلی به نام بویس (الیاس کوتاس) بود که به خانه ی پیتر وارد شده و خانواده پیتر را با شلیک گلوله کشته.  لیبی در حالی که بویس را نشانه گرفته بود، به طور تصادفی به پیتر شلیک کرد. پیتر و آن به طور ناگهانی توسط جک مورد حمله قرار می‌گیرند، او فاش می‌کند که بویس را برای کشتن آن (همسرش) 5 سال قبل به تلافی طلاق و به دست آوردن حضانت کامل دخترشان، کلوئی، استخدام کرده است.  با این حال، بویس به خانه اشتباهی رفته و به اشتباه خانواده پیتر را کشته.  جک با کمک بویس تصمیم می گیرد خود آن(نائومی واتس)را بکشد و خانه را به آتش بکشد و پیتر را به قتل او متهم کند.  او همچنین برای از بین بردن او به عنوان شاهد (و برای حمله به خانواده اشتباه) به بویس شلیک می کند.  همانطور که جک آتشی را شعله ور می کند، پیتر بر جک غلبه می کند و آن را با کمک همسرش لیبی که حال روح است نجات می دهد و معلوم می شود لیبی مانند دخترانشان یک روح است و نه یک توهم ذهنی.  بویس قبل از کشته شدن روی جک بنزین می‌پاشد، این باعث می‌شود که جک وقتی می‌خواهد از میان شعله‌های آتش فرار کند، بسوزد.
در حالی که آن و کلویی دوباره به هم می پیوندند، پیتر با روح همسر و فرزندانش خداحافظی می کند.
مدتی بعد، می بینیم که پیتر به نیویورک بازگشته و کتابی پرفروش به نام خانه رویایی منتشر کرده است که در آن تجربیات غم انگیز خود را بازگو می کند.